# Manuel Larraín Errázuriz
Manuel Larraín Errázuriz (Santiago, 17 de dezembro de 1900 – Rengo, 22 de junho de 1966) foi um prelado chileno da Igreja Católica, bispo de Talca e presidente do Conselho Episcopal Latino-Americano.

## Biografia
Estudou Direito na Pontifícia Universidade Católica do Chile, para depois entrar no Seminário e completar sua formação na Pontifícia Universidade Gregoriana. Foi ordenado padre em 16 de abril de 1927.
Foi nomeado pelo Papa Pio XI como bispo-coadjutor de Talca em 7 de maio de 1938, sendo consagrado como bispo-titular de Tubune na Numídia em 7 de agosto do mesmo ano, por Carlos Silva Cotapos, bispo de Talca, coadjuvado por Juan Subercaseaux Errázuriz, bispo de Linares e por Jorge Antonio Larraín Cotapos, bispo de Chillán. Na formação do Conselho Episcopal Latino-Americano, foi seu primeiro vice-presidente.
Com o cardeal Raúl Silva Henríquez, em 1962 deu início à implementação da reforma agrária chilena, nas Sés da Diocese de Talca e da Arquidiocese de Santiago do Chile. De 1962 a 1965 teve uma participação destacada no Concílio Vaticano II, onde fez parte do setor mais progressista. Foi um dos quarenta bispos que assinaram o Pacto das Catacumbas de Domitila, pelo qual prometiam caminhar com os pobres, assumindo um estilo de vida simples e renunciando a todos os símbolos de poder.
Em 1963, torna-se o segundo Presidente do Conselho Episcopal Latino-Americano.
Morreu em um acidente de carro enquanto viajava de Santiago para Talca, em 22 de junho de 1966. Seus funerais foram realizados em 25 de junho de 1966 com a assistência do então Presidente do Chile Eduardo Frei Montalva e de grande parte de seu gabinete.